# Jacquinia mucronata
Jacquinia mucronata là một loài thực vật có hoa trong họ Anh thảo. Loài này được Roem. & Schult. mô tả khoa học đầu tiên năm 1819.